# Phylica amoena
Phylica amoena är en brakvedsväxtart som beskrevs av Neville Stuart Pillans. Phylica amoena ingår i släktet Phylica och familjen brakvedsväxter. Inga underarter finns listade i Catalogue of Life.